# إبراهيم بوطيبان
إبراهيم بدر البطي بوطيبان (30 أكتوبر 1982) ممثل ومخرج كويتي بدأ مسيرته عام 2000.

## حياته ونشأته
ولد الفنان إبراهيم بدر البطي بوطيبان بالكويت في مستشفى الهادي 
في 30 أكتوبر 1982. وقد حصل على شهادة البكالوريوس شعبة فنون مسرحية تمثيل وإخراج من المعهد العالي للفنون المسرحية بالكويت وحصل على الماجستير من جامعة الإسكندرية 2014 بالاخراج وهو مخرج وممثل مسرحي تلفزيوني. كما انه يعمل كباحث فنون مسرحية أول، بوزارة التعليم العالي وتحديدا بالمعهد العالي للفنون المسرحية بالكويت المكان اللذي يعشقة.
يعمل بالاخراج والتمثيل المسرحي، كما انه مازال يعمل في مجال التمثيل التلفزيوني، عمل في المسلسلات البدوية، كما انه اشتهر عنه تناولة للنصوص العبثية ومسرح العبث، يعمل في مجال تقديم عروض المصارعة الحرة بالكويت، عمل رئيسا في لجنة العلاقات العامة بالمعهد العالي للفنون المسرحيه كما انه نظم في المهرجان الاكاديمي بالمعهد العالي للفنون المسرحية، عرف عنة أيضا في بعض مسرحياتة انه مصمم للديكور والازياء، معد: اعد معظم النصوص العالمية التي تناولها في مسرحياته.

## أعماله
عمل أكثر من 78 عمل، حتى الآن أبرزها:
- في التمثيل
  - جلثم وميثه 2013
  - الفلتان
  - باب الفرج 2010
  - مسلسل اوه يامال 2006
  - مسلسل بدوي صيته واصنيهيت، عين الهقاوي 2014
  - مسلسل عامود البيت 2018 إخراج غافل فاضل
- في المسرح تمثيل
  - بنات أول 2006
  - مسرحية الاكاديمية 2002
  - مسرحية اسبايدر مان 2003
  - مسرحية زهرة وأحلام القرية 2000
  - مسرحية سافانا 2014
  - مسرحية صندوق العابي (ضيف شرف) 2017_2018 مهرجان الطفل
- في الإخراج
  - عايله ستايل كمساعد مخرج مع نخبة من النجوم أبرزهم ولد الديرة ومحمد العجيمي 2007
  - مسرحية هذا اهو الكويتي عمل كمخرج منفذ
  - عمل كمخرج منفذ في بعض افتتاحات مهرجانات الشباب بالكويت لمجلس التعاون الخليجي

كما كانت أكثر انجازاتك على المستوى الاكاديمي منها..
- - (الأخيرة) 2003 صومئيل بيكت مسرح الشباب إعداد وإخراج
  - (القط) 2003 ايريك كوازيلا المعهد العالي للفنون المسرحية إعداد وإخراج
  - (بيرانجية الخرتيت) 2004 يوجين يونسكو مسرح الشباب اعداد واخراج
  - (السجينان) 2004 عمر اليعقوب المسرح الشعبي تمثيل وإخراج
  - الديكتاتور) 2005 فوزي الغريب مسرح الشباب اعداد وتمثيل واخراج
  - (الصمت) 2005 هارولد بنتر شركة الحداد للإنتاج المسرحي اعداد وتمثيل واخراج
  - (لعبة الدبابيس) 2007 سعد الله ونوس مراكز الشباب اعداد واخراج
  - (اني ارى ما تراه) 2008 تأليف شاكر المعتوق المسرح الشعبي اعداد وإخراج
  - (مجلس الشياطين) 2009 محمد النشمي إبراهيم بوطيبان إخراج إبراهيم بوطيبان مهرجان الخرافي للابداع المسرحي
  - (مجلس الشاطين) 2010 الحشاش قروب اعداد وتمثيل واخراج إبراهيم بوطيبان مهرجان الشباب
  - عمل نبيل 2012 مسرح الشباب اعداد واخراج إبراهيم بوطيبان ملتقى الشباب الأول

## المزيد عن أ.إبراهيم بوطيبان
اعداد الورش الخاصة باعداد الممثل تحت اشرافه - مسرح الشباب / المسرح الشعبي / سلطنة عمان.
اعداد الورش الخاصة بتصنيع وتحريك العرائس (سلطنة عمان) + عروض مسرح العرائس بالكويت.
المشاركة بالورش المسرحيه بمجال اعداد الممثل مهرجان الشباب العربي / الكويت 2017 .
المشاركة في مجال الافلام القصيرة 2014 حتى الآن.

## روابط خارجية
- إبراهيم بوطيبان على موقع قاعدة بيانات الأفلام العربية